# Dorfkirche Schwarzbach (Auengrund)

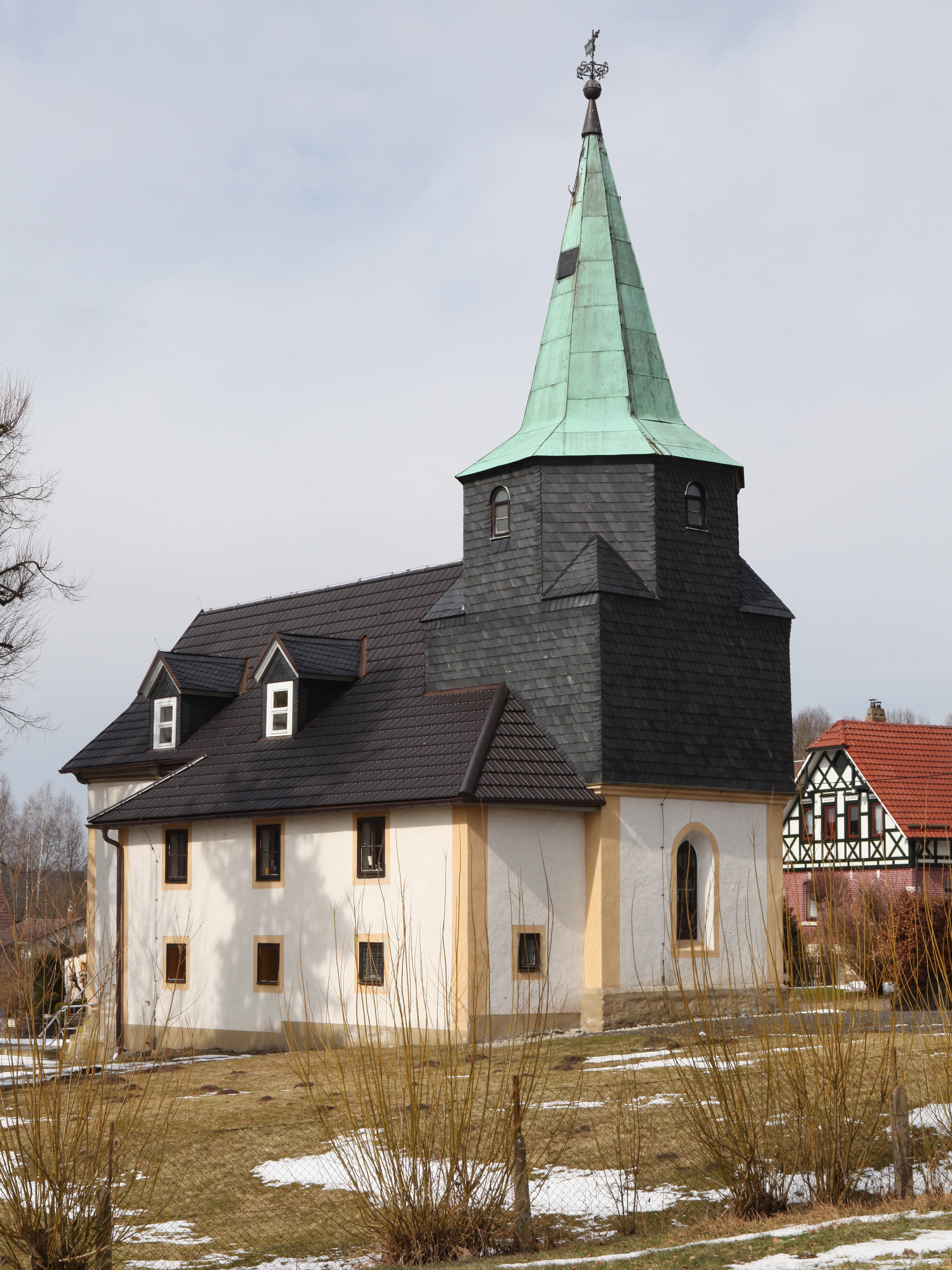
Die Kirche

Die denkmalgeschützte evangelisch-lutherische Dorfkirche Schwarzbach steht im Ortsteil Schwarzbach der Gemeinde Auengrund im Landkreis Hildburghausen in Thüringen.
Die Grundmauern einer aus dem 13. Jahrhundert stammenden gotischen Wallfahrtskapelle bilden heute den Chorraum der Dorfkirche. Im Jahr 1517 wurde die kleine Kapelle erweitert und 1580 noch einmal erneuert.
Der Grundriss mit Langhaus und Chor mit aufgesetzten Kirchturm wird durch eine Sakristei ergänzt. Seit ihrer Erbauung erhielt sie auch weitere Ergänzungen. In der Südseite des Kirchenschiffes auf der ersten Empore befindet sich heute die Winterkirche. Dort befand sich die Loge der Marschallin von Herrengosserstedt.
Die Orgel von 1880 ist ein Werk des Orgelbauers Ferdinand Möller aus Schmiedefeld.
Johann Adam Rückert, der Vater des Dichters und Orientalisten Friedrich Rückert, wurde in der Kirche getauft.